# Let the Bad Times Roll
Let the Bad Times Roll è il decimo album in studio del gruppo musicale statunitense The Offspring, pubblicato il 16 aprile 2021 dalla Concord Records.
Il brano Gone Away è una riedizione della canzone omonima presente nel quarto album in studio del gruppo, Ixnay on the Hombre.
Questo album è stato registrato dagli Offspring senza un bassista ufficiale dopo l'abbandono di Greg K. Delle parti di basso si è infatti occupato il cantante Dexter Holland.

## Tracce
Testi e musiche di Dexter Holland (eccetto dove indicato).
1. This Is Not Utopia – 2:38
2. Let the Bad Times Roll – 3:18
3. Behind Your Walls – 3:21
4. Army of One – 3:11
5. Breaking These Bones – 2:46
6. Coming for You – 3:48
7. We Never Have Sex Anymore – 3:30
8. In the Hall of the Mountain King – 1:00 (Edvard Grieg, Dexter Holland)
9. The Opioid Diaries – 3:01
10. Hassan Chop – 2:20
11. Gone Away – 3:16 – riedizione del brano già presente su Ixnay on the Hombre
12. Lullaby – 1:12

## Formazione
Gruppo
- Dexter Holland - voce, chitarra, basso, pianoforte in We Never Have Sex Anymore
- Noodles - chitarra, cori
- Pete Parada - batteria

Altri musicisti
- Josh Freese - batteria in Let the Bad Times Roll e We Never Have Sex Anymore
- Ricardo "Tiki" Pasillas - percussioni aggiuntive
- Phil Jordan - tromba in We Never Have Sex Anymore
- Jason Powell - clarinetto e sassofono in We Never Have Sex Anymore
- Eric Marbauch - trombone in We Never Have Sex Anymore
- Alan Chang - pianoforte in Gone Away
- Dave Pierce - design del suono in Gone Away

## Classifiche
| Classifica (2021) | Posizione massima |
| ----------------- | ----------------- |
| Australia         | 2                 |
| Grecia            | 34                |
| Regno Unito       | 3                 |